# Roy Robson

Prägezeichen „Leineknoten“ – Roy Robson, Exponat des Muzeum Miniaturowej Sztuki Profesjonalnej Henryk Jan Dominiak w Tychach, 15 × 15 mm, aus Metalle

Die Roy Robson Fashion GmbH & Co. KG ist ein Bekleidungshersteller für Männermode mit Hauptsitz in Lüneburg.

## Geschichte
Das Unternehmen ist familiengeführt in der zweiten Generation. Roy Robson wurde 1922 als Bruno Kirches Bekleidungsfabriken in Berlin gegründet und ist seit 1944 in Lüneburg ansässig. Der heutige Name des Unternehmens wurde 1984 nach einer bekannten Marke des Unternehmens gewählt. Die Anfänge der Produktion waren bestimmt durch die Herstellung von Herrenkonfektion (Anzüge, Sakkos und Hosen), heute ist das Unternehmen mit den zusätzlichen Produktgruppen Hemden, Krawatten, Strick, Jersey, Mäntel, Outdoor-Jacken Komplettanbieter. Als Lizenzprodukte werden weiterhin Gürtel, Socken, Brillen (seit 2011) und Lederjacken vertrieben. Der Umsatz betrug 2004 46 Millionen Euro und 2006 51 Millionen Euro. In Deutschland betrieb das Unternehmen im Jahr 2008 vier Mono-Label-Stores, davon zwei in München und je einer in Hannover und Hamburg, sowie 127 Shop-in-shops. Die Mode des Herstellers war 2006 in 45 Shop-in-shops im Ausland erhältlich. Im Jahr 2008 wurden 40 eigene Läden in Russland betrieben.
Im Jahr 2009 sollen rund 1.000 Mitarbeiter für Roy Robson gearbeitet haben, davon 200 in Hamburg.

## Produktion
Seit 2008 betreibt Roy Robson eine eigene Produktionsstätte für Anzüge und Sakkos im türkischen Izmir, in der ca. 350 Mitarbeiter tätig sind. Außerdem werden die Produkte in Italien, Portugal und Bulgarien gefertigt.

## Sportsponsoring
Roy Robson ist offizieller Businessausstatter von Werder Bremen, dem VfL Wolfsburg und dem FC St. Pauli. In den 1990er Jahren war Roy Robson auch Hauptsponsor von Hansa Rostock, ehe das Unternehmen sein Engagement im Jahre 1999 reduzierte und nur mehr als Co-Sponsor fungierte.